# Walter McBride
Walter McBride (* 22. Dezember 1964) ist ein ehemaliger US-amerikanischer Basketballspieler.

## Werdegang
Der 1,96 Meter große Flügelspieler war Schüler der Summit Country Day School in Cincinnati und von 1982 bis 1986 Mitglied der Hochschulmannschaft der Xavier University, ebenfalls in Cincinnati. In 99 Spielen für Xavier kam er auf 9,8 Punkte sowie 4,3 Rebounds je Begegnung. Seine Höchstwerte erreichte er in der Saison 1985/86 mit 14 Punkten und 5,6 Rebounds pro Partie.
McBride war als Berufsbasketballspieler in Deutschland bei Eintracht Hildesheim und den Neuköllner Sportfreunden beschäftigt, in der Saison 1993/94 trat er mit dem TK Hannover in der Basketball-Bundesliga an. Zum Spieljahr 1994/95 wechselte er innerhalb Niedersachsens zum Zweitligisten MTV Wolfenbüttel und blieb dort bis 1996. Im Spieljahr 1996/97 war er bei der BG Koblenz in der 2. Bundesliga Süd beschäftigt. 1998/99 stand McBride in Diensten der Vienna D.C. Timberwolves in Österreich.
Er wurde in seiner Heimat Cincinnati als Basketballtrainer (Summit Country Day School, Withrow High School, Roger Bacon High School) tätig. Seine Söhne Trey (unter anderem in Itzehoe und in Australien) und Miles (unter anderem bei den New York Knicks) wurden ebenfalls Berufsbasketballspieler.